# Jean-Alexandre Vaillant
Jean-Alexandre Vaillant (* 1804; † 21. März 1886 in Paris) war ein französisch-rumänischer Politiker, Historiker, Romanist, Rumänist, Übersetzer und Lexikograf.

## Leben und Werk
Vaillant kam 1829 als Privatlehrer nach Rumänien und war von 1832  bis 1835 in Bukarest Professor für Französisch am Sava Kollegium (Colegiul „Sfântul Sava“), der Vorläufereinrichtung der 1864 gegründeten Universität Bukarest. Wegen seines revolutionären politischen Engagements wurde er 1841 des Landes verwiesen und ging nach Paris.
Dort blieb er, u. a. durch Publikationen in der Revue de l’Orient, pro-rumänisch aktiv und publizierte unter dem bis dahin wenig gebrauchten Titel „La Romanie“ (heute: La Roumanie) eine Geschichte Rumäniens. Schon im Untertitel nannte er das Rumänische eine „goldene Sprache“ (langue d’or).
Nach einem mehrmonatigen Aufenthalt in Bukarest 1862 wurde ihm 1864 die rumänische Staatsbürgerschaft verliehen und ihm ein Staatsgehalt ausgesetzt.
Vaillant veröffentlichte 1839 das erste zweisprachige Wörterbuch des Französischen mit Rumänisch.

## Werke
- Grammaire valaque à l'usage des Français, Bukarest 1836
  - Grammaire roumâne à l'usage des Français, Bukarest 1940
  - Grammaire roumaine, Paris 1861
- Vokabular purteret frantozesku'-rumânesk și rumânesku'-frantozesk urmat de un mik vokabular de omonime, Bukarest 1839 (190+11 Seiten)
- Vocabulaire roumain-français et français-roumain, Bukarest 1840 (180+190 Seiten)
- La Romanie, ou Histoire, langue, littérature, orographie, statistique des peuples de la langue d'or, Ardialiens, Vallaques et Moldaves, résumés sur le nom de Romans, 1844 (404 Seiten)
- (Übersetzer und Hrsg.) Poésies de la langue d'or, Paris 1851
- Islam des sultans devant l'orthodoxie des tczars, Paris 1855
- L'Empire, c'est la paix, Montmartre 1856
- Les Rômes, histoire vraie des vrais Bohémiens, Paris 1857,  Pantin 1979 (510 Seiten)
- (Übersetzer) Cezar Bolliac, Poésies traduites du roumain en prose et en vers français, Paris 1857
- Grammaire, dialogues et vocabulaire de la langue rommane des Sigans, pour faire suite à l'Histoire vraie des vrais  bohémiens, Paris 1861, 1868
- Clef magique de la fiction et du fait. Introduction à la science nouvelle, Genf/Paris 1861